# CTU
CTU (Counter Terrorist Unit – anti-terrorenheden) er et fiktivt føderalt agentur i den amerikanske dramaserie 24 Timer. CTU danner rammerne om bekæmpelsen af terrorangreb, der er hovedhandlingen i seriens otto sæsoner – dog er CTU nedlagt i sæson 7, men genopstår i sæson 8.
CTU rammes af flere omgange af angreb fra terrorister for at nedsætte den amerikanske regerings mulighed for at bekæmpe terrorangreb. CTU angribes således i sæson 2 med sprængstof og i sæson 5 med nervegas.
Mange af seriens hovedpersoner arbejder eller har arbejdet på CTU:
- Jack Bauer
- Chloe O'Brian
- Tony Almeida
- Michelle Dessler
- Bill Buchannon
- Nina Myers